# Relax (sang)
 For alternative betydninger, se Relax (flertydig). (Se også artikler, som begynder med Relax)
"Relax" er den første single af den britiske gruppe Frankie Goes to Hollywood. Den blev udgivet den 24. oktober 1983 og findes på albummet Welcome to the Pleasuredome. Den er skrevet af Peter Gill, Holly Johnson og Mark O'Toole og produceret af Trevor Horn.

## Tracks
1. "Relax (move)" (3:52)
2. "One September Monday" (4:47)

Relax nåede Storbritanniens hitlistens førsteplads den 21. januar 1984 og menes at have solgt næsten to millioner eksemplarer i GB.
Sanges budskab og tekstindhold, især omkvædet ”Relax, don't do it, when you want to suck it to it, Relax don't do it, when you want to come” (som er trykt på singelomslaget), forårsagede protester, og i midten af januar i 1984 forbød BBC Radio sine DJs at spille sangen. Det bidrog til sangens enorme salg.
Sangen er brugt i filmene Politiskolen og i Zoolander, hvor den får hovedpersonen Derek Zoolander (Ben Stiller) til at snigmyrde Malaysias premierminister. Den er også blevet brugt i Grand Theft Auto: Vice City Stories og en tv-reklamefilm for Virgin Atlantic's25 års jubilæum.
Sangen blev remixet i et stort antal versioner. Fx:
1. Relax (Original Radio Mix)
2. Relax (Original New York 12" Mix) (Dette mix optræder i Miami Vice-afsnittet "Little Prince", sæson 1, afsnit 11)
3. Relax (Peter Rauhofer's Doomsday Dub)
4. Relax (Cold Cut Remix)
5. Relax (Saeed & Palash Addictive Journey)
6. Relax (Peter Rauhofer's Doomsday Club Mix)
7. Relax (Peter Rauhofer's Doomsday Radio Mix)
8. Relax (The Ollie J Remix)
9. Relax (Jam & Spoon Trip-O-Matic Fairy Tale Mix)
10. Relax (New York Mix – The Original 12")